# Аленхерст (Њу Џерзи)
Аленхерст (енгл. Allenhurst) град је у америчкој савезној држави Њу Џерзи.

## Демографија
По попису из 2010. године број становника је 496, што је 222 (-30,9%) становника мање него 2000. године.
| Група             | 2000.       | 2010.       |
| Белци             | 685 (95,4%) | 461 (92,9%) |
| Афроамериканци    | 6 (0,8%)    | 5 (1,0%)    |
| Азијати           | 3 (0,4%)    | 5 (1,0%)    |
| Хиспаноамериканци | 18 (2,5%)   | 22 (4,4%)   |
| Укупно            | 718         | 496         |